# Tinchlik
Tinchlik (uzb. cyr. Тинчлик; ros. Тинчлик, Tinczlik) – miasto we wschodnim Uzbekistanie, w wilajecie fergańskim, w Kotlinie Fergańskiej, w tumanie Oltiariq. W 1989 roku liczyło ok. 10,6 tys. mieszkańców. Ośrodek przemysłu paliwowego.
Miejscowość otrzymała prawa miejskie w 1974 roku. Do 2012 roku nosiło nazwę Hamza.